# Axiomes de Senior
Les axiomes de Senior sont un ensemble de quatre axiomes posés par l'économiste Nassau William Senior au XIXe siècle et qu'il considérait comme les vérités indémontrables qui fondent la science économique. 

## Contexte
Senior est nommé professeur d'économie à l'université d'Oxford en 1825. Il est alors le premier professeur d'économie du monde. Il profite de la première séance de cours pour décrire sa méthode et affirmer qu'il compte baser la science en développement qu'est l'économie sur le modèle des sciences exactes. 
Il présente alors quatre axiomes, qui soutiennent que l'analyse économique doit partir de l'homme, dont la nature profonde est d'être intéressé et d'accumuler du capital. En tant qu'axiomes, ils ne font pas l'objet d'une démonstration mais ne sont issus que des observations de « l'expérience de tous les jours ». Elles s'inscrivent dans le cadre de l'École classique. 

## Axiomes

### Axiome premier: principe d'hédonisme
« Chaque homme désire obtenir plus avec le moins de sacrifice possible ». Chacun cherche à satisfaire son intérêt à moindre coût. L'individu est donc par nature calculateur.

### Axiome deuxième: impossibilité de la surpopulation
Face au pessimisme malthusien sur la probabilité d'une future surpopulation, Senior oppose l'impossibilité de la population. Il soutient que « la population du monde [...] n'est limitée que par le mal moral ou physique, ou par la peur d'un manque de ces biens et richesses dont les individus ont besoin ».

### Axiome troisième: possibilité d'accroissement de la production par l'augmentation du stock de capital
Senior soutient que « le pouvoir du travail » est d'« augmenter indéfiniment par l'utilisation de son produit comme moyen de production ». En d'autres termes, l'accumulation du capital permet d'augmenter la production.

### Axiome quatrième: rendements décroissants
Senior fait de la loi des rendements décroissants une des pierres angulaires de la pensée économique. Il déclare que « l'état de l'agriculture étant constant, tout travail supplémentaire sur cette terre produit en général un retour moins que proportionnel ». 